# Łęcze
Łęcze (niem. Lenzen) – wieś w Polsce położona w województwie warmińsko-mazurskim, w powiecie elbląskim, w gminie Tolkmicko na obszarze Parku Krajobrazowego Wysoczyzny Elbląskiej.
Wieś okręgu sędziego ziemskiego Elbląga w XVII i XVIII wieku. W latach 1945–1954 miejscowość była siedzibą gminy Łęcze. W latach 1954–1972 wieś należała i była siedzibą władz gromady Łęcze. W latach 1975–1998 miejscowość administracyjnie należała do województwa elbląskiego.

## Zabytki
- Grodzisko - gród funkcjonował we wczesnej epoce żelaza i był obiektem jednofazowym. W północnej części majdanu znajduje się kamień poświęcony pamięci R. Dorra – niemieckiego badacza, który prowadził badania archeologiczne na grodzisku. Grodzisko ma kształt owalny o wymiarach ok. 50 x 40 m Otoczone jest wałem, z którego ocalały trzy odcinki. Szerokość wałów u podstawy sięga 6-10 m, a ich wysokość w stosunku do współczesnego poziomu majdanu sięga 2,5 m. Powierzchnia majdanu wynosi ok. 600 m².
- Kościół z 1746 roku z wieżą nakrytą hełmem wiciowym z 1881 roku, we wnętrzu barokowy ołtarz z 1753 roku i mosiężny pająk z II połowy XVIII wieku[5]
- Dom podcieniowy z XIX wieku, ul. Łęcze 62
- Dom podcieniowy z 1846 roku, ul. Łęcze 19
- Szachulcowy budynek gospodarczy z połowy XIX wieku
- Murowana skorupa wiatraka z XIX w.

## Galeria zdjęć

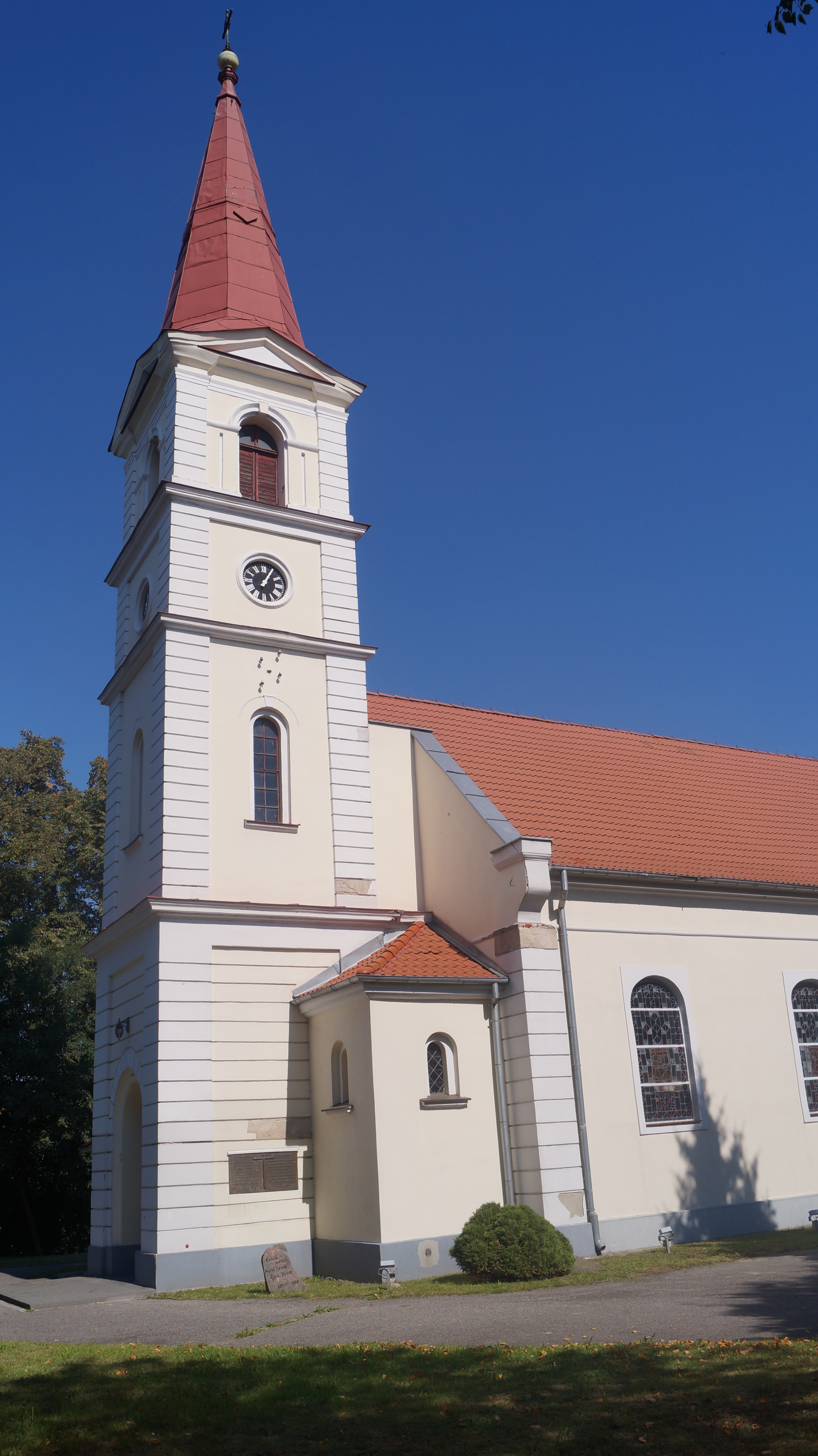
Łęcze, kościół rzymskokatolicki p.w. Najśw. Serca Jezusaz 1746
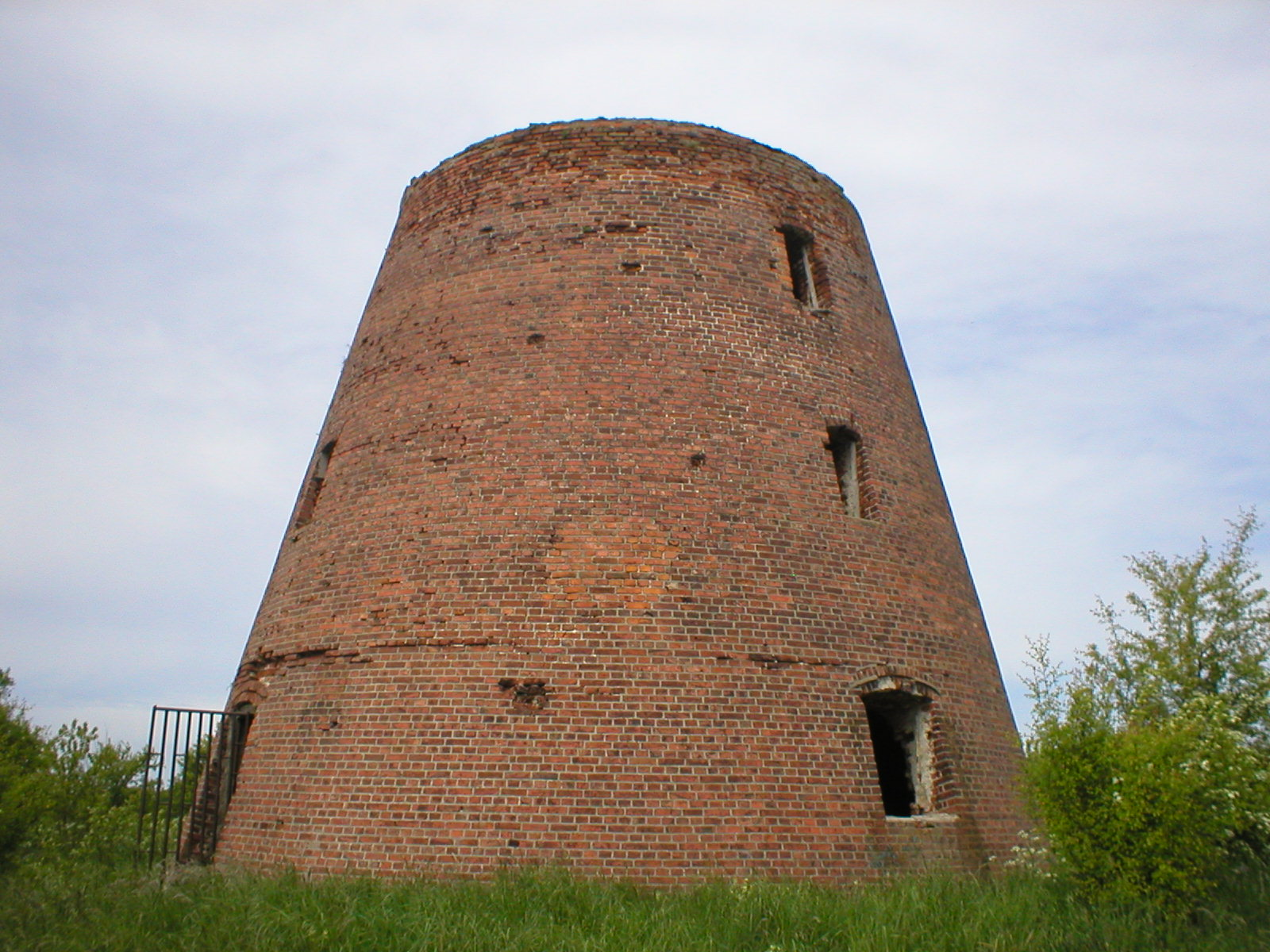
Pozostałości po drugim wiatraku w Łęczu z 1885 roku
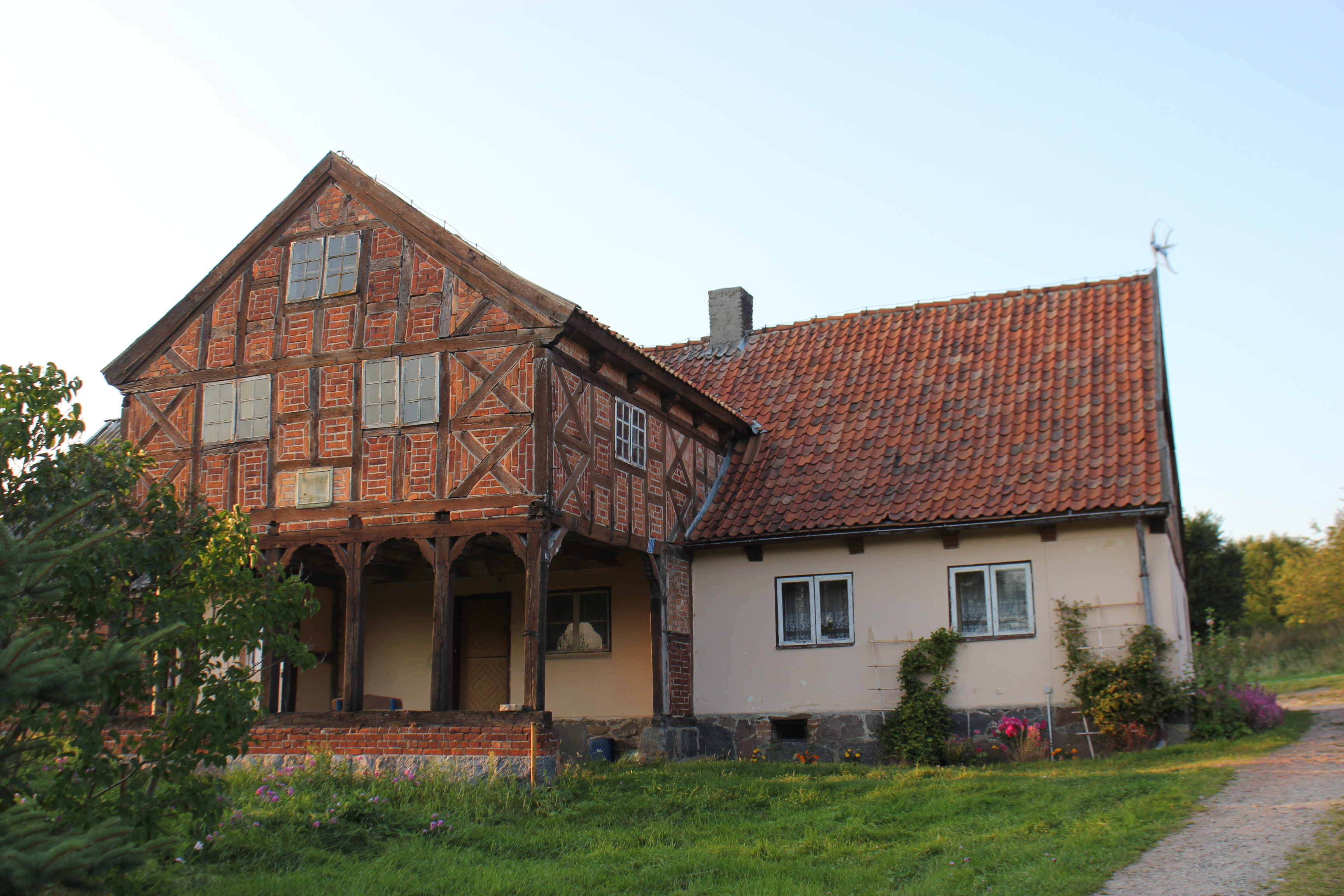
Dom podcieniowy w Łęczu
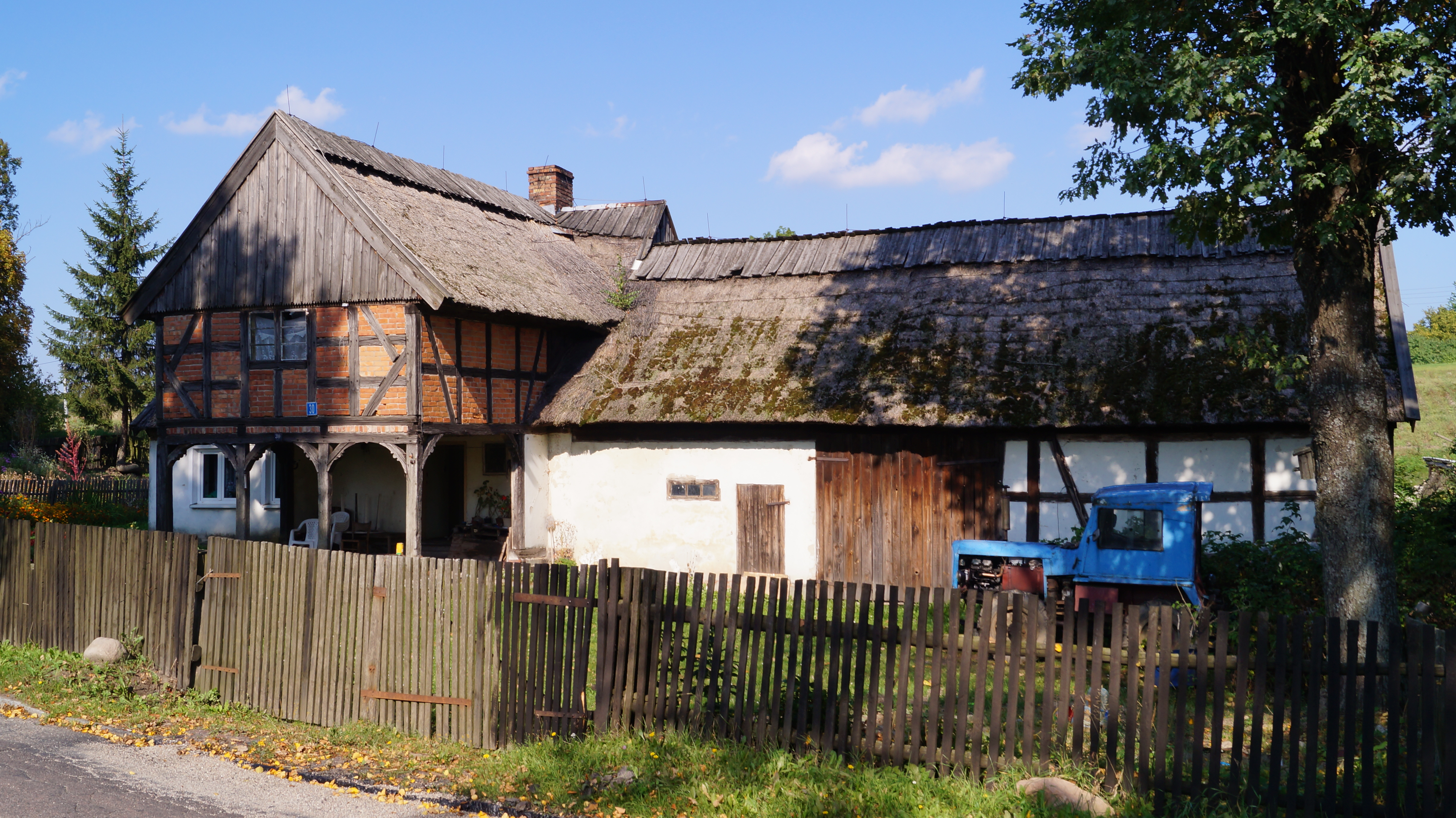
Dom podcieniowy w Łęczu